# Амман (мухафаза)
Амма́н — (араб. محافظة العاصمة‎) — мухафаза в центре Иордании.
- Административный центр — Амман, который также является столицей страны.
- Площадь — 7 579 км², население — 2 419 600 человек (2012 год).

## География
На юге граничит с мухафазой Маан, на юго-западе с мухафазой Эль-Карак, на западе с мухафазой Мадаба, на северо-западе с мухафазой Джараш, на севере с мухафазой Эз-Зарка, на востоке с Саудовской Аравией.

## Административное деление
Мухафаза Амман состоит из 7 районов:
- Амман (عمّان)
- Эль-Джиза (الجزة)
- Эль-Муваккар (الموقر)
- Наур (ناعور)
- Сахаб (سحاب)
- Умм эль-Басатин (أم البساتين)
- Вади эс-Сайр (وادي السير)